# Norsko-ruská státní hranice

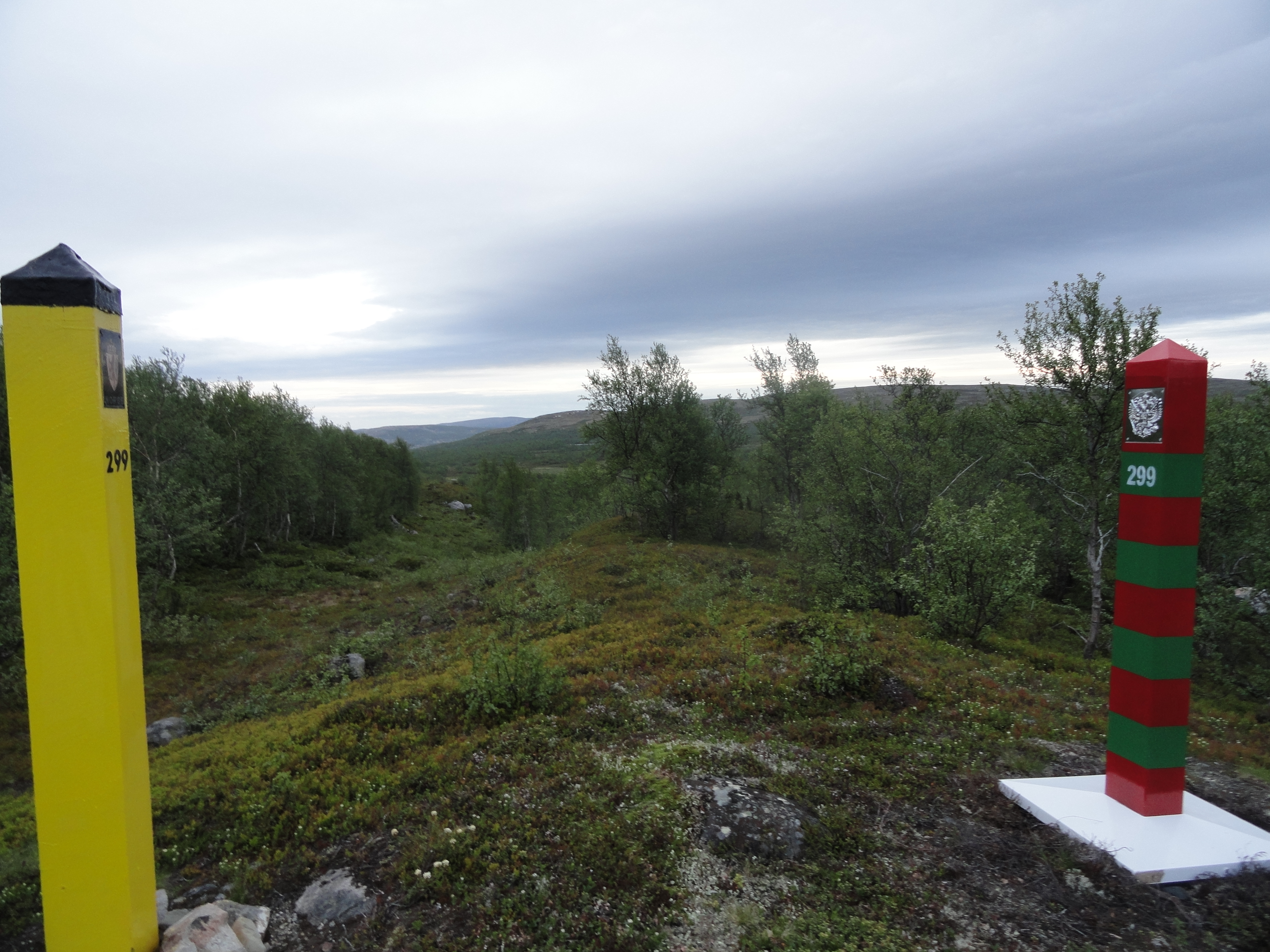
Hraniční sloupy, vlevo norský, vpravo ruský

Mapa společné hranice

Norsko-ruská státní hranice je státní hranice mezi Norskem a Ruskem. Táhne se v délce 196 km. Počíná od finsko-norsko-ruského trojmezí a končí na pobřeží Barentsova moře. Hranicí prochází evropská silnice E105, na které se nachází jediný hraniční přechod – Storskog/Borisoglebskij. Přechod hranice na jiném místě je zakázán. Dvě třetiny hranice probíhá tokem řek Paatsjoki a Jakobselva. Pro Rusko jde o nejstarší nezměněnou hranici, pro Norsko naopak o nejnovější.  

## Průběh hranice

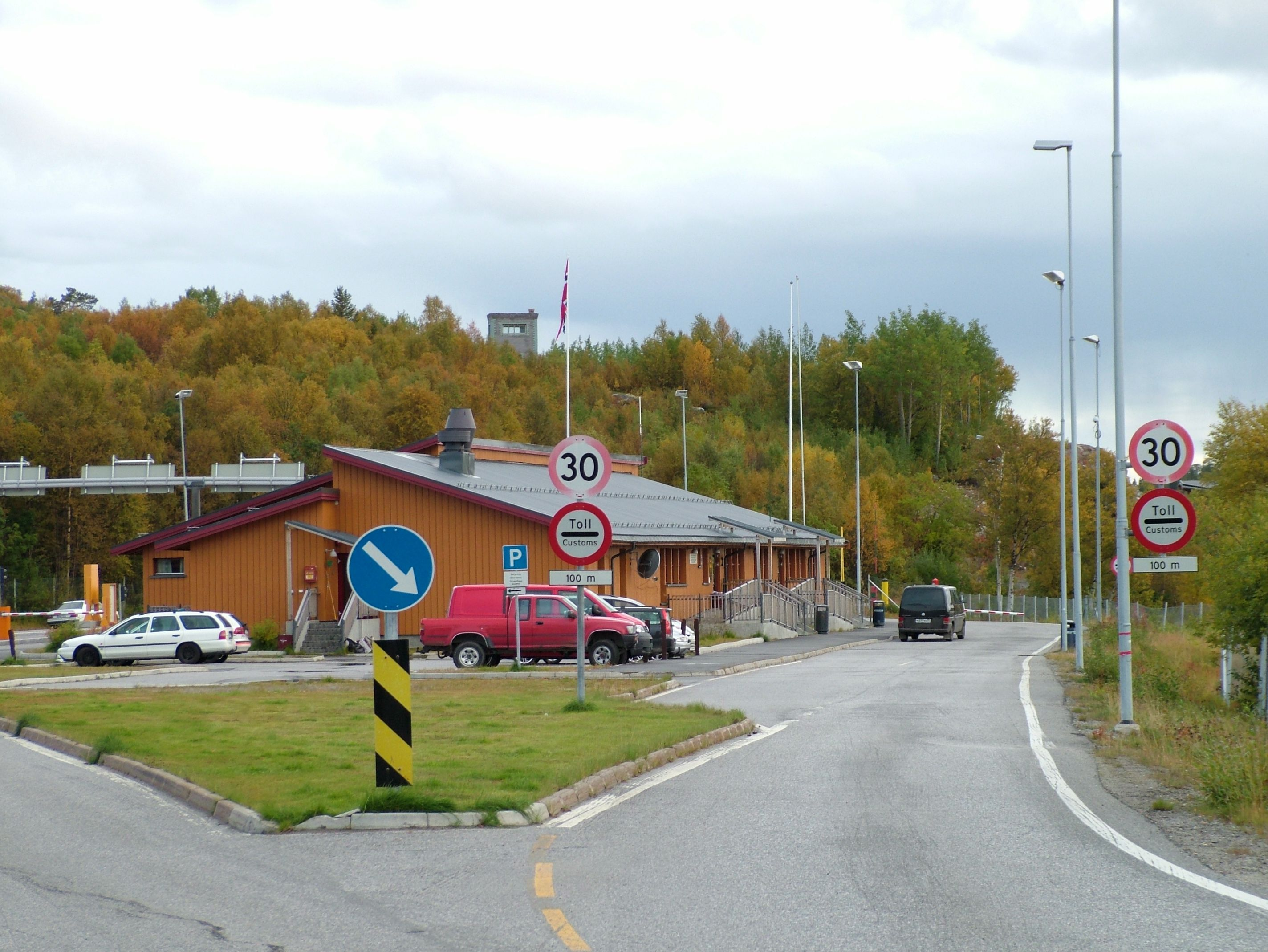
Hraniční přechod Storskog

Hranice začíná na finsko-norsko-ruském trojmezí Treriksrøysa 1,5 km jihozápadně od norského jezera Ødevatnet . Odtud hranice směřuje 6,5 km jihovýchodním směrem k řece Paatsjoki, přičemž severně míjí Rajakoskou přehradu. Poté tokem řeky Paatsjoki směřuje severo-severovýchodním směrem. Hranice postupně protíná několik jezer a přehradních nádrží (Chevoskoski, Skogfoss, Melkefoss, Borisoglebsky). Těsně za Borisoglebskou přehradou se stáčí na západ, přičemž protíná dvojici jezer a po 1,7 km pokračuje dalších 1,7 km severo-severozápadním směrem. Následně pokračuje 3 km severovýchodním směrem a překračuje řeku Paatsjoki před jejím ústním do fjordu Bøk a přibližuje se na 600 metrů k silnici E105. Načež se hranice stáčí na jihovýchod a pokračuje po 20 km k jezeru Hundvatnet. Nejprve protíná jezero Pikevatnet a na jeho východním břehu ležící hraniční přechod Storskog–Borisoglebskij a silnici E105. Po 18 km ze západu a poté z jihu těsně obchází jezero Hundvatnet, stáčí se na východ a po 9 km dosahuje řeky Jakobselva. Střed jejího toku sleduje nejprve východním, poté severovýchodním a nakonec severním směrem až do jejího ústí do fjordu Varanger (u vesnice Grense Jakobselv). Hranice poté pokračuje severním směrem v Barentsově moři.
Na souši je hranice vyznačena hraničníky umístěnými 2 m od hranice po obou stranách (norské jsou žluté, ruské červeno-zelené) a mezi nimi je udržována 4m mýtina. Pokud hranice prochází vodním tokem, jsou hraniční sloupy umístěny na břehu státu, kterému daný břeh náleží. 
Norská strana hranice je přístupná, pouze na hraničním přechodu Storskog, bývalém hraničním přechodu Skafferhullet a u vodních elektráren byly vybudovány ploty. Na ruské straně je podél hranice zakázané pásmo, ve kterém se ve vzdálenosti několika metrů až kilometrů nachází pohraniční plot, strážní věže a další objekty.

## Dějiny
Počátkem 14. století byla na východním cípu poloostrova Varanger na ostrově Vardøya vybudována norská pevnost Vardøhus (území dnešní obce Vardø). Roku 1326 byla uzavřena dohoda mezi Norským královstvím a Novgorodskou republikou o výběru daní v hraniční oblasti. V 15. století bylo území Novgorodu připojeno k Moskevské Rusi. Norsko i Rusko si posléze nárokovaly území přiléhající k Barentskovu a Bílému moři. Z norské strany byla opakovaná snaha dosáhnout dohody o vymezení společné hranice. K tomu došlo roku 1825, kdy byla vytvořena společná hraniční komise a v květnu následujícího roku byla v Petrohradě podepsána dohoda o společné hranici Ruského impéria a Spojených království Švédska a Norska. Norsko získalo sporné území jižně od fjordu Varanger nacházející se západně od středu toku řek Paatsjoki a Jakobselva. Hranice byla poté vyznačena hraničními kameny a kamennými mohylami. Západnější a největší část norsko-ruské hranice tvořila od roku 1809 dosavadní hranice norsko-finská, jelikož Finsko bylo Fredrikshamnským mírem připojeno k Rusku jako jeho autonomní součást.
V prosinci 1917 vyhlásilo Finsko nezávislosti na Rusku. V roce 1920 byla k Finsku na základě Tartské mírové smlouvy po skončení první finsko-sovětské války připojena oblasti Petsamo (do té doby součásti Archangelské gubernie). Z dosavadní norsko-ruské hranice se stala hranice norsko-finská. Na základě Moskevského příměří v září 1944, které ukončilo Pokračovací válku mezi Finskem a Sovětským svazem došlo k připojení Petsama k Sovětskému svazu a faktickému návratu k norsko-ruské hranici z let 1826–1920. Územní změny byly v roce 1947 potvrzeny Pařížskou mírovou smlouvu s Finskem.

## Galerie

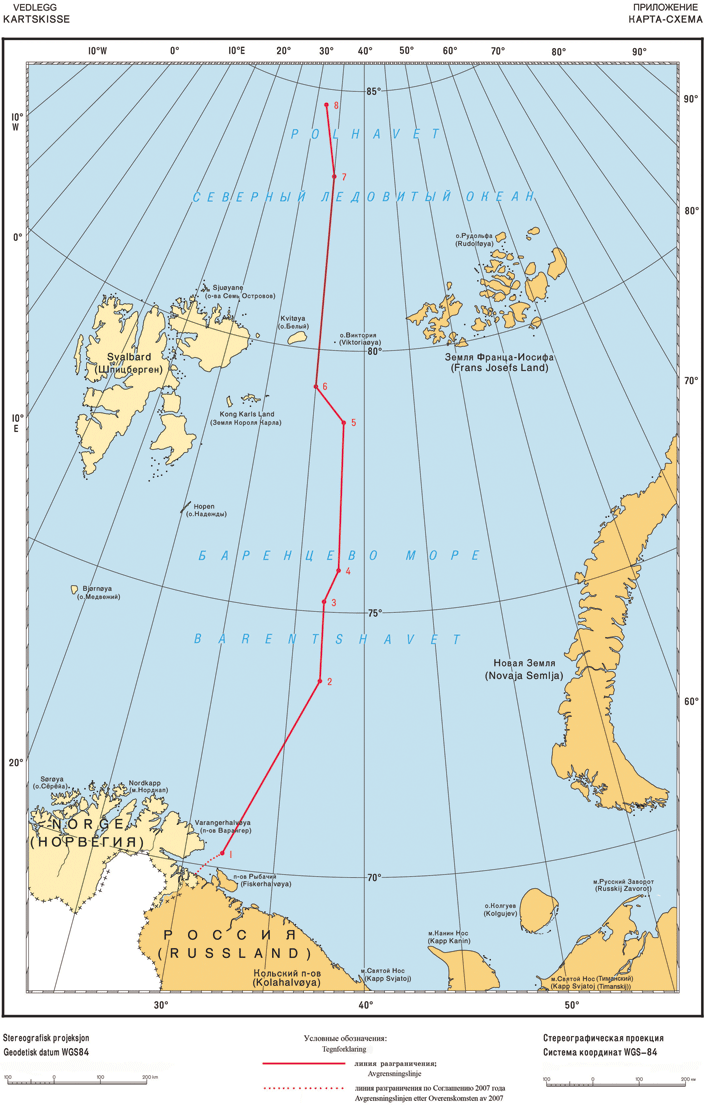
Mapa průběhu hranice v Barentsově moři
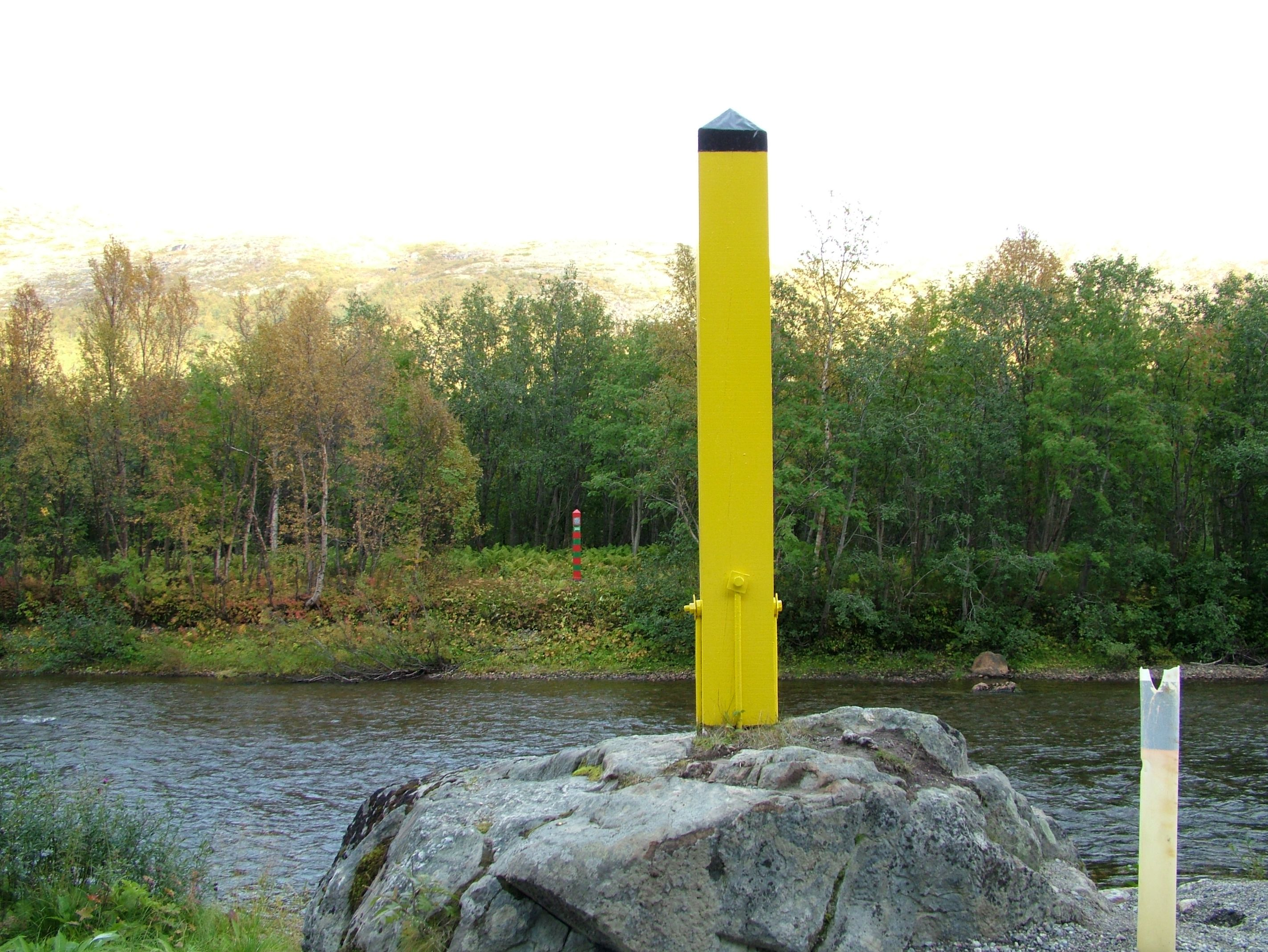
Hraniční sloupy na řece Jakobselva/Varjema
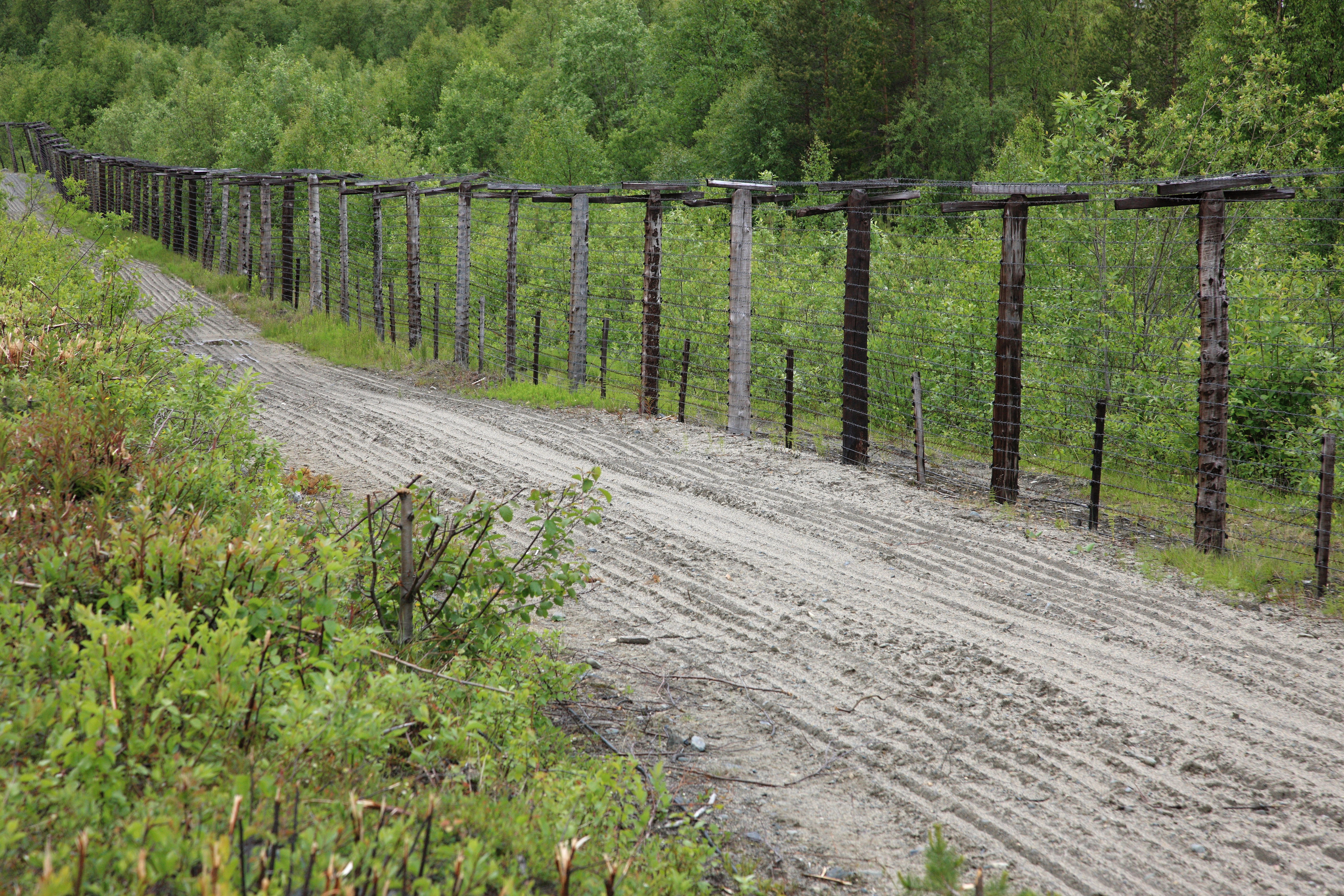
Pohraniční plot na ruské straně
Změna hranice v roce 1826: Rusko     Norsko     Území připojené k Norsku
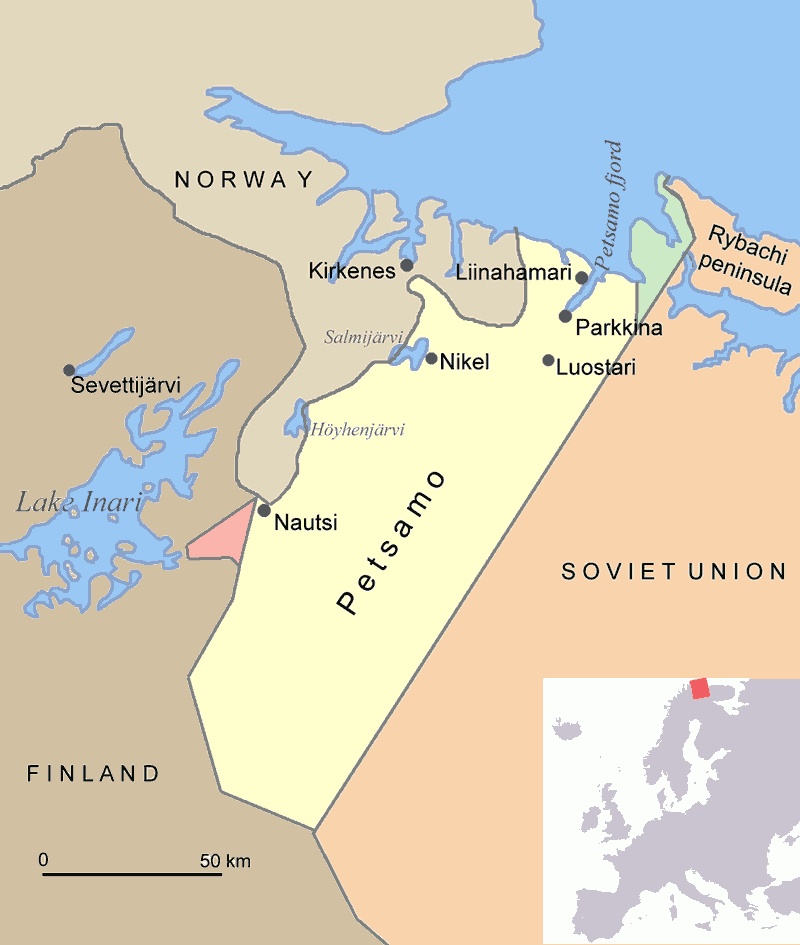
Východní hranice Norska v letech 1920-1944